# Femme fatale (film)
Femme fatale – francusko–amerykański dreszczowiec z 2002 roku w reżyserii i według scenariusza Briana De Palmy. Akcja filmu rozgrywa się we Francji, podczas Festiwalu Filmowego w Cannes, a następnie w Paryżu.

## Fabuła
Laura Ash wraz z dwoma innymi osobami bierze udział w kradzieży brylantów podczas festiwalu filmowego. Wykorzystując zamieszanie, ucieka z łupem i zostawia swoich towarzyszy. Jeden z nich zostaje złapany i trafia na 7 lat do więzienia. Laura natomiast spotyka swojego sobowtóra i przyjmuje nową tożsamość. Wyjeżdża do Stanów Zjednoczonych. Po 7 latach wraca do Francji jako żona nowego ambasadora Stanów Zjednoczonych w Paryżu. Ukrywa swoją twarz w obawie przed rozpoznaniem, jednak demaskuje ją fotoreporter Nicolas Bardo. Jej dawni towarzysze wiedzą już, gdzie jest Laura. Ta zaś wciąga Nicolasa Bardo w intrygę; niebawem ukrywa się, a fotoreporter staje się podejrzanym o porwanie.

## Obsada
- Rebecca Romijn – Laure Ash
- Antonio Banderas – Nicolas Bardo
- Peter Coyote – Bruce Hewitt Watts
- Rie Rasmussen – Veronica
- Sandrine Bonnaire – Gość specjalny festiwalu w Cannes
- David Belle – Policjant